# Casàda
La casàda è un piatto tipico del Primiero, in provincia di Trento; si prepara in due versioni: la casàda con la tenza (ovvero la cagliata) e la casàda con la poina (ovvero la ricotta).
Nel primo caso, un pezzo di cagliata di latte vaccino appena fatta viene prelevato dalla massa prima della rottura, e quindi ricoperto di panna semimontata; nel secondo al posto della cagliata si usa la ricotta fresca. In entrambi i casi si consuma appena fatto, al massimo entro due giorni.
Il nome deriva dal termine casàde che nel dialetto locale indica l'insieme delle operazioni che compie il casaro.
È riconosciuto quale prodotto agroalimentare tradizionale.